# سيسنا 310
سيسنا 310 (بالإنجليزية: Cessna 310)‏ هي طائرة خفيفة، أحادية السطح، وجناح منخفض، بمحركين، وبستة مقاعد. التي كانت تنتجها شركة طراز سيسنا الأمريكية، بين عامي 1954 و 1980. وكانت أول طائرة بمحركين من طراز سيسنا توضع في حيز الإنتاج بعد الحرب العالمية الثانية. كان أول طيران لها في 3 يناير, 1953. ومازالت في الخدمة حتى الآن. صنع منها 6,321 طائرة، وسعر الطائرة الواحدة منها هو 147,750 دولار.